# Euroterminal Coevorden
Euroterminal Coevorden is een railterminal bij de Nederlandse plaats Coevorden, aan het Joint Corridor Off-road netwerk. De terminal ligt in zowel Nederland als Duitsland. Er is verbinding met de spoorlijn van Coevorden naar Bentheim en via de Spoorboog Coevorden met de spoorlijn naar Zwolle. Beheerder van de terminal is de Bentheimer Eisenbahn AG.
In 2007 werd de railterminal opgestart. Naast het spoor is er ook watervervoer: de terminal beschikt over een binnenhaven die verbinding heeft met het Coevorden-Vechtkanaal. Door de oplevering van de Spoorbrug Coevorden in 2017 hoefden treinen niet langer kop te maken op station Coevorden maar konden rechtstreeks richting Zwolle.
Het railvervoer bestaat onder andere uit treinverbindingen met Rotterdam en het Zweedse Malmö. In 2021 ging het om drie treinen per week naar beide plaatsen. Ondanks de hoge verwachtingen dat de nieuwe spoorbrug tot extra vervoer zou leiden, bleek dat er in 2023 slechts negen treinen van de nieuwe spoorbrug gebruik hadden gemaakt.   Containertreinen uit Scandinavië en Italië reden vaak niet verder dan de terminal, waar de containers vervolgens op vrachtwagens werden geplaatst voor het laatste deel van de reis naar Rotterdam. Volgens Euroterminal waren de gestegen kosten voor het spoorgebruik in Nederland de reden om geen treinen meer te rijden tussen Coevorden en Rotterdam.